# Andrew Scott (acteur)
Pour les articles homonymes, voir Scott et Andrew Scott.
Andrew Scott, né le 21 octobre 1976 à Dublin, est un acteur irlandais.
Il est particulièrement connu pour son interprétation de Jim Moriarty dans la série britannique : Sherlock.

## Biographie
Andrew Scott est un acteur irlandais qui a commencé sa carrière très jeune. Il fait sa première apparition à la télévision dans une publicité pour une marque de porridge à l'âge de 6 ans.
Il est né dans une famille irlandaise où son père, Jim, travaillait dans une agence de recrutement et sa mère, Nora, enseignait les arts. Il a une grande sœur, Sarah, et une petite sœur, Hannah.
Il reçoit le Laurence Olivier Award de la meilleure performance dans un théâtre affilié pour la pièce A Girl in a Car with a Man au Jerwood Theatre Upstairs et le Irish Film and Television Award du meilleur acteur pour le film Dead Bodies.
Il acquiert la célébrité pour son interprétation de Paul McCartney dans le drame produit par la BBC en 2010, Lennon Naked et pour celle du méchant Jim Moriarty dans l'adaptation moderne Sherlock, également produite en 2010 par la BBC et pour laquelle il reçoit le BAFTA Award du meilleur acteur dans un second rôle en 2012.
En novembre 2013, il révèle son homosexualité lors d'une entrevue pour le quotidien britannique The Independent, tout en indiquant qu'il n'en joue pas dans l'interprétation de ses rôles : « Heureusement, de nos jours, les gens ne perçoivent pas l'homosexualité comme un défaut. Mais ce n'est pas non plus une qualité, comme la gentillesse. Ou un talent, comme de savoir jouer du banjo. C'est simplement un fait. Bien sûr, cela fait partie de ce que je renvoie, mais je ne veux pas en jouer. Je n'en fais pas la publicité ; je pense que c'est important quand on est acteur. Mais il y a une différence entre l'intimité et le secret, et je ne suis pas quelqu'un de secret. Tout ce que je veux vraiment, c'est continuer à faire mon métier, qui est de faire semblant d'être tout un tas de personnes différentes. C'est aussi simple que cela. »
En 2014, il endosse le rôle d'un prêtre dans le film Jimmy's Hall de Ken Loach. Il occupe également un second rôle dans Pride de Matthew Warchus pour lequel il est récompensé aux British Independent Film Awards.
En 2015, il apparaît dans le nouveau James Bond, 007 Spectre, en tant que Max Denbigh alias "C", un membre du gouvernement britannique dont le but est de fermer la branche des espions Double-0.
En 2017, il reprend le rôle de Hamlet au théâtre, sous la direction de Robert Icke, pour près de 150 représentations. La pièce dure près de 4 heures. Sa performance est unanimement saluée par la critique.
En 2019, il joue le prêtre dans la deuxième saison de la série britannique Fleabag. Ce rôle lui vaut notamment une nomination aux Golden Globes en 2020, en tant que meilleur second rôle dans une série télévisée. Les fans de la série surnomment son personnage "the hot priest" (le prêtre sexy). Il reprend le rôle du prêtre en 2020, dans un épisode spécial de la série irlandaise Normal People.
La même année, il retrouve Sam Mendes, avec qui il a déjà plusieurs fois collaboré par le passé, dans le film 1917.
Puis il participe à la série britannique à succès Black Mirror pour l'épisode 2 de la saison 5 intitulé Smithereens.
En 2020, Andrew Scott décroche le rôle principal de la série Tom Ripley, adapté des romans de Patricia Highsmith. La même année, l'acteur lit le poème Everything is Going to be All Right du poète irlandais Derek Mahon, dans une vidéo publiée sur Instagram par l'actrice Emilia Clarke. Cette lecture est dédiée aux hommes irlandais atteints d'un cancer.
Andrew Scott fait partie du jury des GQ Grooming Awards 2021, une cérémonie créée par le magazine GQ et qui célèbre les produits de cosmétique pour homme.
Andrew Scott tourne en novembre 2020 au côté de Ruth Wilson, dans l'adaptation télévisée pour HBO de la pièce de théâtre Oslo de J.T. Rogers, avec Steven Spielberg comme producteur exécutif.
En mars 2021, Andrew Scott débute le tournage du nouveau film de Lena Dunham, Catherine, Called Birdy, adaptation du livre du même nom, au côté de Billie Piper.

## Vie privée
Andrew Scott est homosexuel. Il a évoqué sa sexualité pour la première fois en novembre 2013 dans une interview avec le journal britannique The Independent. Il a eu une relation de plus de dix ans avec l'acteur et écrivain Stephen Beresford et a annoncé leur séparation en 2019.

## Théâtre
| Date                         | Titre                                  | Auteur               | Metteur(euse) en scène | Lieu                                                                           | Rôle                   |
| ---------------------------- | -------------------------------------- | -------------------- | ---------------------- | ------------------------------------------------------------------------------ | ---------------------- |
| 1996                         | Brighton Beach Memoirs                 | Neil Simon           | Rita Tieghe            | Andrew's Lane, Dublin                                                          | Stan                   |
| 1996                         | Six Characters on Search of an Author  | Luigi Pirandello     | John Crowley           | Abbey Theatre, Dublin                                                          | Le Fils                |
| 1996                         | A Woman of No Importance               | Oscar Wilde          | Ben Barnes             | Abbey Theatre, Dublin                                                          | Gerald Arbuthnot       |
| 27 Nov., 1996 - 4 Jan., 1997 | Le Mariage de Figaro                   | Beaumarchais         | Brian Brady            | Abbey Theatre, Dublin                                                          | Cherubim               |
| 14 juillet 1998              | The Lonesome West                      | Martin McDonagh      | Garry Hynes            | Druid Theatre Co., Galway                                                      | Father Welsh           |
| 1998                         | Long Day’s Journey into Night          | Eugene O'Neill       | Karel Reisz            | The Gate, Dublin                                                               | Edmund                 |
| 2000                         | Dublin Carol                           | Conor McPherson      | Ian Rickson            | Old Vic, Londres Royal Court, Londres                                          | Mark                   |
| 2000                         | The Secret Fall of Constance Wilde     | Thomas Kilroy        | Patrick Mason          | Abbey Theatre, Dublin Barbican, RSC, Londres                                   | Lord Alfred Douglas    |
| 2001                         | The Coming World                       | Christopher Shinn    | Mark Brickman          | Soho Theatre, Londres                                                          | Ed/Ty                  |
| 2001                         | Crave                                  | Sarah Kane           | Vicky Featherstone     | Royal Court, Londres                                                           | B                      |
| 2002                         | The Cavalcaders                        | Billy Roche          | Robin Lefevre          | Tricycle Theatre, Londres Yvonne Armand Theatre, Guildford Theatre Royal, Bath | Rory                   |
| 2002                         | Original Sin                           | Peter Gill           | Peter Gill             | Crucible Theatre, Sheffield                                                    | Angel                  |
| 2003                         | Playing the Victim                     | Presnyakov Brothers  | Richard Wilson         | Tournée au Royaume Uni                                                         | Valya                  |
| 2004                         | A Girl in a Car with a Man             | Rob Evans            | Joe Hill-Gibbins       | Royal Court, Londres                                                           | Alex                   |
| 2005                         | Aristocrats                            | Brian Friel          | Tom Cairns             | National Theatre, Londres                                                      | Casimir                |
| 2006                         | Dying City                             | Christopher Shinn    | James McDonald         | Royal Court, Londres                                                           | Craig/Peter            |
| 2006                         | The Vertical Hour                      | David Hare           | Sam Mendes             | The Music Box, NY                                                              | Philip Lucas           |
| 5 - 17 octobre 2009          | Sea Wall                               | Simon Stephens       | George Perrin          | Bush theatre, Londres                                                          | Alex                   |
| 2009                         | Roaring Trade                          | Steve Thompson       | Roxana Silbert         | Soho Theatre, Londres                                                          | Donny                  |
| 2009                         | Cock                                   | Mike Bartlett        | James McDonald         | Royal Court, Londres                                                           | M                      |
| 2010                         | Design for Living                      | Noël Coward          | Anthony Page           | Old Vic, Londres                                                               | Leo                    |
| 2011                         | Emperor and Galilean                   | Henrik Ibsen         | Jonathan Kent          | Royal National Theatre                                                         | Julian                 |
| 6 novembre 2011              | The Gospel According to John (lecture) |                      | Polly Findlay          | National Theatre, Londres                                                      | Jesus                  |
| 2013                         | Angels in America                      | Tony Kushner         | Declan Donnellan       | National Theatre, Londres                                                      | Prior Walter           |
| 2013                         | Sea Wall                               | Simon Stephens       | George Perrin          | National Theatre - The Shed                                                    | Alex                   |
| 2014                         | Birdland                               | Simon Stephens       | Carrie Cracknell       | Royal Court Theatre, Londres                                                   | Paul                   |
| 2015                         | Sea Wall (Dublin)                      | Simon Stephens       | George Perrin          | Dublin Theatre Festival: Project Arts Centre, Dublin                           | Alex                   |
| 2015                         | The Dazzle                             | Richard Greenberg    | Simon Evans            | Found 111, Londres                                                             | Langley Collyer        |
| 10 - 15 mars 2016            | Letters Live                           | Lettre de Sol Lewitt |                        | Freemason’s Hall, Londres                                                      | (lettre de Sol Lewitt) |
| 2017                         | Hamlet                                 | William Shakespeare  | Robert Icke            | Almeida Theatre, Londres Harold Pinter Theatre, Londres                        | Hamlet                 |
| 2019                         | Present Laughter                       | Noël Coward          | Matthew Warchus        | The Old Vic, Londres                                                           | Garry Essendine        |
| 2020                         | Three Kings                            | Stephen Beresford    | Matthew Warchus        | The Old Vic, Londres                                                           | Patrick                |

## Filmographie

### Cinéma
- 1995 : Korea (en) de Cathal Black : Eamonn Doyle
- 1995 : The Budgie (court métrage) de Peter Butler : Peter
- 1997 : Drinking Crude d'Owen McPolin : Paul
- 1998 : Il faut sauver le soldat Ryan (Saving Private Ryan) de Steven Spielberg : un soldat sur la plage
- 1998 : The Tale of Sweety Barrett de Stephen Bradley : Danny
- 2000 : Nora (en) de Pat Murphy : Michael Bodkin
- 2001 : I Was the Cigarette Girl (court métrage) de Peter Kavanagh : Tim
- 2003 : Dead Bodies (en) de Robert Quinn : Tommy McGann
- 2003 : Assassinez Hitler (Killing Hitler) de Jeremy Lovering : le sniper
- 2009 : Anton Chekhov's The Duel de Dover Kosashvili : Ivan Andreich Laevsky
- 2009 : Chasing Cotards (court métrage) d'Edward L. Dark : Hart Elliot-Hinwood
- 2010 : Silent Things (court métrage) de Rob Brown : Jake
- 2012 : Sea Wall (court métrage) d'Andrew Porter & Simon Stephens : Alex
- 2013 : Week-end de débauche (The Stag ou The Bachelor Weekend) de John Butler : Davin
- 2014 : Locke de Steven Knight : Donal (voix)
- 2014 : Pride de Matthew Warchus : Gethin Roberts
- 2014 : Jimmy's Hall de Ken Loach : père Seamus, le jeune vicaire
- 2015 : 007 Spectre (Spectre) de Sam Mendes : Max Denbigh / C
- 2015 : Docteur Frankenstein (Victor Frankenstein) de Paul McGuigan : inspecteur Roderick Turpin
- 2016 : Alice de l'autre côté du miroir (Alice Through the Looking Glass) de James Bobin : Addison Bennett
- 2016 : Swallows and Amazons (en) de Philippa Lowthorpe : Lazlow
- 2016 : Le Procès du siècle (Denial) de Mick Jackson : Anthony Julius
- 2016 : Le Merveilleux Jardin secret de Bella Brown (This Beautiful Fantastic) de Simon Aboud : Vernon Kelly
- 2017 : Un beau petit diable (Handsome Devil) de John Butler : Dan Sherry
- 2017 : The Hope Rooms (court métrage) de Sam Yates : Sean
- 2017 : The Delinquent Season (en) de Mark O'Rowe : Chris
- 2018 : Steel Country (A Dark Place) de Simon Fellows : Donald Devlin
- 2019 : 1917 de Sam Mendes : lieutenant Leslie
- 2020 : Three Kings de Jonny Owen : Patrick
- 2020 : Cognition (court métrage) de Ravi Ajit Chopra : Elias
- 2022 : Catherine Called Birdy de : Lord Rollo
- 2023 : Sans jamais nous connaître (All of Us Strangers) d'Andrew Haigh : Adam
- 2025 : Back in Action de Seth Gordon
- 2025 : Wake Up Dead Man: A Knives Out Mystery de Rian Johnson : Lee Ross[14]
- 2025 : Blue Moon de Richard Linklater

### Télévision

#### Séries télévisées
- 1998 : The Wonderful World of Disney : Michael Grunbaum (saison 1 épisode 28 : Miracle at Midnight)
- 2000 : Longitude : John Campbell
- 2001 : Frères d'armes (Band of Brothers) : Pvt. John "Cowboy" Hall (saison 1 épisode 02 : Jour J)
- 2003 : This is Dom Joly : Pete (saison 2 épisode 6)
- 2004 : My Life in Film : Jones (6 épisodes - tous)
- 2007 : Nuclear Secrets : Andrei Sakharov (1 épisode : Superbomb)
- 2008 : John Adams : Colonel William Smith (4 épisodes)
- 2010 : Foyles War : James Devereux (1 épisode : The Hide)
- 2010-2017 : Sherlock : Jim Moriarty (9 épisodes)
- 2010 : Garrow's Law : Captain Jones (saison 2 épisode 2)
- 2011 : The Hour : Adam Le Ray (saison 1)
- 2012 : Blackout : inspecteur Dalien Bevan (3 épisodes - tous)
- 2012 : Simon Schama’s Shakespeare (2 épisodes - tous)
- 2012 : The Town : Mark Nicholas (3 épisodes - tous)
- 2013 : Dates : Christian (saison 1 épisode 8 : Mia and David)
- 2016 : The Hollow Crown : The Wars of the Roses : Roi Louis XI de France (épisode Henry VI part 2)
- 2016 : Earth’s Seasonal Secrets (série documentaire) : Narrateur (4 épisodes)
- 2017 : Quacks : Charles Dickens (épisode 2)
- 2017-2020 : School of Roars : Narrateur ; Mr Marrow ; Wingston’s dad ; Mr Bogglelots
- 2019 : Fleabag : le prêtre (saison 2)
- 2019 : Black Mirror : Chris (saison 5 épisode 2 ; Smithereens)
- 2019 : Modern Love : Tobin (2 épisodes)
- 2019-2022 : À la croisée des mondes (His Dark Materials) : John Parry (saisons 1 à 3)
- 2020 : Normal People : le prêtre (de la série Fleabag)[15]
- 2021 : A la poursuite de l'amour (The Pursuit of Love) (mini-série) d'Emily Mortimer : Lord Merlin
- 2020 : Earth's Great Seanson (4 épisodes)[16]
- 2024 : Ripley de Steven Zaillian : Tom Ripley

#### Téléfilms
- 1998 : The American : Valentin de Bellegarde
- 2000 : Longitude : John Campbell
- 2003 : Killing Hitler (documentaire) : Sniper
- 2005 : The Quatermass Experiment
- 2008 : Little White Lie : Barry
- 2010 : Lennon Naked : Paul McCartney
- 2013 : The Scapegoat : Paul
- 2013 : Legacy : Victor Koslov
- 2013 : National Theatre Live : 50 years on Stage
- 2018 : Hamlet : Hamlet
- 2018 : King Lear : Edgar
- 2021 : Oslo de Bartlett Sher : Terje Rod-Larsen

## Autres activités
Radio/Livres audio/Podcasts,,
| Date | Titre | Auteur(s)                          | Directeur(trice)                               | Rôle                       |
| ---- | --- | ---------------------------------- | ---------------------------------------------- | -------------------------- |
| 1998 | Two Gallants | James Joyce                        |                                                | Lenehan                    |
| 1999 | Romeo And Juliet | William Shakespeare                |                                                | Mercutio/Balthasar         |
| 1999 | A Shout In The Distance | Maurice Leitch                     |                                                | Winston                    |
| 2000 | I Want To Go Home | David Pownall                      |                                                |                            |
| 2000 | The Good Womans Tale | Lin Coghlan                        |                                                |                            |
| 2001 | Trampoline | Meredith Oakes                     |                                                | Andrew                     |
| 2002 | The Charterhouse Of Parma | Stendhal                           |                                                |                            |
| 2003 | Barry Lyndon | William Makepeace Thackeray        | Don McCamphill                                 | Redmond                    |
| 2003 | Tender Is The Night | F. Scott Fitzgerald                |                                                | Tommy Barban               |
| 2003 | Olivia’s Line | David Verela                       |                                                | Gil                        |
| 2004 | Geronimo | Louise Doughty                     |                                                | Eamonn                     |
| 2004 | Earthly Powers | Anthony Burgess                    | Michael Hastings                               | Philip                     |
| 2004 | Even The Olives Are Bleeding | Jim O'Hanlon                       |                                                | Charlie                    |
| 2004 | Hippomania | Snoo Wilson                        | Ned Chaillet                                   | Conor                      |
| 2005 | The Piper’s Chair | Michael Butt                       |                                                | Sean                       |
| 2005 | Trafalgar | Lisa Osborne                       |                                                | John Franklin              |
| 2005 | The Angel of Covent Garden | Colin Bytheway                     |                                                | Alex                       |
| 2006 | The Ballad of Shane O’Neill | Jimmy McAleavey                    |                                                | Shane O’Neill              |
| 2006 | Sam O’Bedlam | Mark Burgess                       |                                                | Younger Thompson           |
| 2008 | Anton Chekhov – A Life of Chekhov | Irene Nemirovsky                   | Michael Hastings                               | Anton Chekhov              |
| 2007 | Baldi | Martin Meenan                      |                                                | Ralph                      |
| 2007 | Jane And Tom – The Real Pride And Prejudice | Elizabeth Lewis                    |                                                | Tom                        |
| 2009 | Slaughterhouse-Five | Kurt Vonnegut                      |                                                | Billy Pilgrim              |
| 2009 | Words in Music (The Ark) |                                    |                                                | Narrateur                  |
| 2009 | Audio Recordings of Human Traffic | Louise Wallinger                   |                                                | Lucas                      |
| 2010 | Waves Breaking Upon A Shore | Michael Eaton and Neil Brand       |                                                | Danny Cohan                |
| 2010 | Stannie and Jim | Simon Littlefield                  | Sally Avens                                    | Stanislaus Joyce           |
| 2010 | The Wire: Look Closer | Michael Bhim                       |                                                | Alexander Aldgate          |
| 2011 | James Joyce: A biography | Gordon Bowker                      |                                                | James Joyce                |
| 2011 | Word and Music (Speed) |                                    |                                                | Narrateur                  |
| 2011 | Referee | Nick Perry                         | Sasha Yevtushenko                              | Koch                       |
| 2011 | Cock | Mike Bartlett                      |                                                | M                          |
| 2011 | Comeback Girl | Irvine Welsh                       |                                                |                            |
| 2011 | The Rivals: The Murders in the Rue Morgue | Edgar Allan Poe                    |                                                | C. Auguste Dupin           |
| 2011 | A Tale of Two Cities (Dramatised) | Charles Dickens                    |                                                | Charles Darnay             |
| 2011 | The Gospel According to John |                                    | Nicholas Hytner, James Dacre et Polly Findlay, | Jesus                      |
| 2012 | Ulysses | James Joyce                        | Jeremy Mortimer Jonquil Panting                | Stephen Dedalus            |
| 2012 | Sweet tooth | Ian McEwan                         | Christine Hall                                 | Narrateur                  |
| 2012 | Three Our Fathers | Karl O’Neill                       | Aidan Mathews                                  |                            |
| 2012 | The Great Gatsby (Dramatised) | F. Scott Fitzgerald                | Gaynor Macfarlane                              | Gatsby                     |
| 2012 | Betrayal | Harold Pinter                      | Gaynor Macfarlane                              | Jerry                      |
| 2012 | Emerald City | Jennifer Egan                      | Di Speirs                                      | Narrateur                  |
| 2012 | The iHole | Julian Gough                       |                                                | Narrateur                  |
| 2013 | Words in Music (untitled) |                                    |                                                | Narrateur                  |
| 2013 | Concrete Island | J. G. Ballard                      | Graham White                                   | Robert Maitland            |
| 2013 | The Bane Chronicles: The Vampires, Scones, and Edmund Herondale | Cassandra Clare Sarah Rees Brennan |                                                | Narrateur                  |
| 2013 | How many miles to Babylon | Jennifer Johnston                  | Gemma McMullan                                 | Narrateur                  |
| 2014 | Slipping | Claudine Toutoungi                 |                                                | George                     |
| 2014 | Six Degrees of Assassination | M J Arlidge                        |                                                | Alex Cartwright            |
| 2014 | The Statistical Probability of Love at First Sight | Charlotte Bogard Macleod           | David Hunter                                   | Liam                       |
| 2014 | The Graveyard Book : Full-Cast Production | Neil Gaiman                        |                                                | The Man Jack and Jay Frost |
| 2015 | The Wonderful Story of Henry Sugar and Six More | Roald Dahl                         |                                                |                            |
| 2015 | Darkmouth (série) | Shane Hegarty                      |                                                | Narrateur                  |
| 2016 | Cruelty | Roald Dahl                         |                                                |                            |
| 2016 | Madness | Roald Dahl                         |                                                |                            |
| 2017 | Trickery | Roald Dahl                         |                                                |                            |
| 2017 | Born this way |                                    |                                                | Narrateur                  |
| 2017 | Travel Folktales for Kids (série) : - The Legend of the Almond Trees - The Dragon of Palma de Mallorca - The Wandering Knight of Zagreb - Pinocchio and the Field of Miracles - Jack, the Giant Killer | Paul Magrs                         |                                                |                            |
| 2017 | Innocence | Roald Dahl                         |                                                |                            |
| 2018 | The merchant of Venice | Shakespeare                        | Emma Harding                                   | Shylock                    |
| 2018 | Life in Minuature: Americana |                                    | Belinda Naylor                                 |                            |
| 2018 | The Chalk Man | C. J. Tudor                        |                                                | Narrateur                  |
| 2018 | A Portrait of the Artist as a Young Man | James Joyce                        | Sara Davies                                    | Narrateur                  |
| 2019 | The Beatrix Potter Collection | Beatrix Potter                     |                                                | Narrateur                  |
| 2019 | Ulysses, A Portrait of the Artist as a Young Man & Dubliners | James Joyce                        | Gordon Bowker                                  |                            |
| 2019 | Letters to the Earth | Emma Thompson                      |                                                |                            |
| 2019 | Dubliners | James Joyce                        |                                                | Narrateur                  |
| 2020 | The Great Godden | Meg Rosoff                         |                                                | Narrateur                  |
| 2020 | The Glimme | Emily Rodda                        |                                                | Narrateur                  |

## Distinctions

### Récompenses
- Laurence Olivier Awards 2005 : Meilleure performance dans un théâtre affilié pour A Girl in a Car with a Man
- IFTA Awards 2003 : Meilleur acteur pour Dead Bodies (en)
- Berlinale 2004 : Shooting Stars de la Berlinale
- BBC Audio Drama Awards 2012 : Meilleur acteur dans un second rôle pour Referee
- British Academy Television Awards 2012 : Meilleur acteur dans un second rôle pour Sherlock
- Irish Film and Television Awards 2013 : Meilleur acteur dans un second rôle dans une série pour Sherlock
- British Independent Film Awards 2014 : Meilleur acteur dans un second rôle pour Pride
- John and Wendy Trewin Award 2017 : Meilleure performance shakespearienne pour Hamlet
- Online Film & Television Association (OFTA) 2019 : Meilleur second rôle pour une série télévisée comique pour Fleabag
- Critics' Choice Television Award 2019 : Meilleur acteur dans un second rôle dans une série télévisée comique pour Fleabag
- Gold Derby Awards 2019 : Meilleur acteur dans un second rôle pour Fleabag
- Evening Standard Theatre Award 2019 : Meilleur acteur pour son rôle de Garry Essendine dans la pièce de théâtre Joyeux Chagrins
- Olivier Award 2020 : Meilleur acteur pour son rôle de Garry Essendine dans la pièce de théâtre Joyeux Chagrins
- Broadcast Film Critics Association Awards 2020 : Meilleur acteur dans un second rôle dans une série télévisée comique pour Fleabag
- Gold Derby Awards 2020 : Meilleur acteur dramatique pour Black Mirror
- Berlinale 2025 : Meilleur second-rôle pour Blue Moon

### Nominations
- Irish Times Theatre Awards 1998 : Meilleur acteur dans un second rôle pour Long Day’s Journey into Night
- Drama League Award 2006-2007 : Performance pour la pièce The Vertical Hour
- Online Film & Television Association (OFTA) 2012 : Meilleur acteur dans un second rôle pour un film ou une série pour Sherlock
- Irish Film and Television Award (IFTA) 2014 : Meilleur acteur dans un rôle principal dans un film pour The Stag
- Irish Film and Television Award (IFTA) 2015 : Meilleur acteur dans un second rôle dans un film pour Pride
- Irish Film and Television Award (IFTA) 2015 : Meilleur acteur dans un second rôle dans un film dramatique pour Sherlock dans l'épisode His Last Vow
- Irish Film and Television Award (IFTA) 2017 : Meilleur acteur dans un second rôle dans une série dramatique pour The Hollow Crown
- Irish Film and Television Award (IFTA) 2018 : Meilleur acteur dans un second rôle dans un film pour Un beau petit diable
- Satellite Awards 2019 : Meilleur second rôle dans une série télé pour Fleabag
- Gold Derby Awards 2019 : Meilleur second rôle de la décennie dans une comédie pour Fleabag
- Gold Derby Awards 2019 : Meilleur second rôle de la décennie dans une mini-série/un téléfilm pour Sherlock
- Online Film & Television Association (OFTA) 2020 : Meilleur acteur dans une série dramatique pour Black Mirror
- Screen Actors Guild Awards 2020 : Meilleur acteur pour son rôle dans Fleabag
- Golden Globes 2020 : Meilleur acteur dans un second rôle dans une série, une mini-série ou un téléfilm pour Fleabag
- The Queerties 2020 : Meilleur acteur LGBT dans un film pour Steel Country
- Primetime Emmy Awards 2020 : Meilleur acteur dans une série dramatique pour Black Mirror
- Irish Film and Television Award (IFTA) 2020 : Meilleur acteur dans un rôle principal dans une série dramatique pour Black Mirror
- The United Solo Theatre Festival 2020 :  United Solo Special Award pour Sea Wall[25]
- Gotham Awards 2023 : Meilleure interprétation principale pour Sans jamais nous connaître
- Golden Globes 2024 : Meilleur acteur dans un film dramatique pour Sans jamais nous connaître
- Satellite Awards 2024 : Meilleur acteur dans un film dramatique pour Sans jamais nous connaître
- Film Independent Spirit Awards 2024 : Meilleure interprétation principale pour Sans jamais nous connaître
- Golden Globes 2025 : Meilleur acteur dans une mini-série ou un téléfilm pour Ripley